# Киро Нацев
Киро Нацев — Фетак (Куманово, 1918 — Прилеп, децембар 1942), учесник Народноослободилачке борбе и народни херој Југославије.

## Биографија
Рођен је 1918. године у Куманову, у врло сиромашној породици. Основну школу и два разреда гимназије завршио је у Куманову. Био је одличан ученик, али лоше материјално стање му није дозволило да настави редовно школовање. Постао је шегрт, а затим калфа у кројачком занату. Међу калфама његове генерације у кумановској чаршији развијао се револуционарни омладински и синдикални покрет. Киро је постао један од активиста, па је 1934. године примљен у Савез комунистичке омладине Југославије и ускоро постао секретар скојевског актива.
Истовремено је био активан и у културно-уметничком друштву „Абрашевић“, у коме се окупљала револуционарно оријентисана омладина града. Због свог рада у синдикалном покрету и личних подвига у сукобима са краљевским режимом, 1936. године примљен је у Комунистичку партију Југославије. Полиција је открила његову револуционарну делатност, ухапсила га и злостављала како би се одрекао револуционарних идеја. У затвору је био пола године. Кад је пуштен, није могао да нађе запослење у Куманову. Да би се запослио, отишао је у Ниш. Тамо се укључио у локални комунистички покрет.
Априлски рат га је затекао као војника, због чега је шест месеци провео у немачком заробљеништву. Када се септембра 1941. године вратио у Куманово, припреме за оружану борбу већ су биле у завршној фази. Одмах се укључио у припреме, а 12. октобра ступио је у редове Козјачког партизанског одреда, где је био политички комесар Козјачке чете. После неколико дана, када су јаке бугарске војне и полицијске снаге разбиле одред, Киро је отишао на партијски рад у Скопље. Одатле је, у својству инструктора Покрајинског комитета КПЈ за Македонију, фебруара 1942. године, упућен на рад у прилепску партијску организацију.
2. марта отишао је у Крушево, као инструктор тамошње партијске организације, где је остао до септембра. Затим се опет вратио у Прилеп и по директиви ПК КПЈ за Македонију постао политички комесар партизанског одреда „Ђорче Петров“. Кренувши на пут за Маријово, да би се састао са Битољским партизанским одредом, одред „Ђорче Петров“ је једне вечери свратио у манастир Прилепец. Међутим, један поп је успео да оде у град и одао присуство партизана у манастиру. Окупаторске јединице су 19. децембра 1942. године опколиле манастир. После вишечасовне борбе против надмоћног непријатеља, одред је био разбијен. Само тројица су успела да пробију обруч, док су остали изгинули. Тешко рањен, Киро је био ухваћен.
Одведен је у Прилеп, где је подлегао мучењу бугарске полиције у децембру 1942. године.
Указом Президијума Народне скупштине Федеративне Народне Републике Југославије, 20. децембра 1951. године, проглашен је за народног хероја.